# 렌즈 플레어

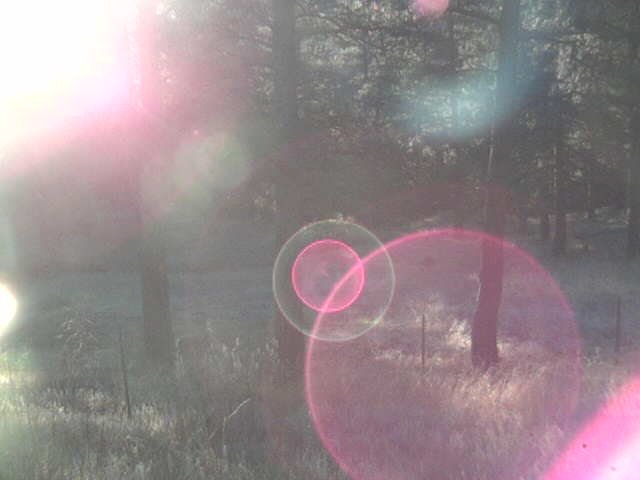
CCTV 카메라 렌즈에 비친 상당한 플레어

렌즈 플레어(Lens flare)는 빛이 렌즈 시스템에서 산란되거나 플레어될 때 발생하며, 종종 밝은 빛에 반응하여 이미지에 바람직하지 않은 아티팩트를 생성한다. 이는 이미징 메커니즘 자체에 의해 산란된 빛을 통해 발생한다. 예를 들어 내부 반사와 렌즈의 재료 결함으로 인한 전방 산란을 통해 발생한다. 줌과 같이 요소 수가 많은 렌즈는 내부 산란이 발생할 수 있는 인터페이스가 상대적으로 많기 때문에 렌즈 플레어가 더 많이 발생하는 경향이 있다. 이러한 메커니즘은 피사체 자체의 빛 굴절로 인한 광선에 의존하는 초점이 맞춰진 이미지 생성 메커니즘과 다르다.
플레어에는 눈에 보이는 아티팩트와 이미지 전체의 눈부심이라는 두 가지 유형이 있다. 눈부심은 대비와 색상 채도를 줄여(어두운 이미지 영역에 빛을 추가하고 채도가 낮은 영역에 흰색을 추가하여) 이미지가 "바래진" 것처럼 보이게 한다. 일반적으로 홍채 조리개에 의해 만들어진 조리개 모양의 눈에 보이는 인공물은 빛이 렌즈 표면에서 하나 이상의 반사를 포함하는 렌즈를 통과하는 경로를 따라갈 때 형성된다.
플레어는 특히 매우 밝은 광원으로 인해 발생한다. 가장 일반적으로 이러한 현상은 태양을 향해 조준할 때 발생하며(태양이 프레임 안에 있거나 렌즈가 태양을 향하고 있는 경우) 렌즈 후드나 기타 가리개를 사용하면 이러한 현상이 줄어든다. 고품질 광학 시스템과 대부분의 이미지(렌즈에 밝은 빛이 들어오지 않음)의 경우 플레어는 대비를 감소시키기는 하지만 이미지 전체에 널리 분산되어 눈에 보이지 않는 2차 효과이다.

## 같이 보기
- 보케
- 글레어